# シュトラースブルク (軽巡洋艦)
|                         | |
| 艦歴                    | |
| 発注                    | ヴィルヘルムスハーフェン造船所 |
| 起工                    | 1910年4月 |
| 進水                    | 1911年8月24日 |
| 就役                    | 1912年10月1日 |
| 退役                    | |
| その後                  | 1920年4月にイタリアへ賠償艦として移籍。イタリア海軍で「タラント」として就役。1944年に戦没。1947年に解体処分。 |
| 除籍                    | |
| 性能諸元                | |
| 排水量                  | 常備：4,564トン 満載：5,281トン |
| 全長                    | 138.7m |
| 水線長                  | 136m |
| 全幅                    | 13.3m |
| 吃水                    | 5.1m |
| 機関                    | ドイツ海軍時：海軍型シュルツ・ソーニクロフト式石炭・重油混焼水管缶16基 +海軍型パーソンズ式直結タービン2基2軸推進 イタリア海軍時：海軍型シュルツ・ソーニクロフト式石炭・重油混焼水管缶14基 +海軍型パーソンズ式直結タービン2基2軸推進 |
| 最大出力                | ドイツ海軍時：25,000hp イタリア海軍時：13,000hp |
| 最大速力                | ドイツ海軍時：28.3ノット イタリア海軍時：21.0ノット（1937年） |
| 航続距離                | 12ノット/5,820海里 |
| 燃料                    | ドイツ海軍時：石炭：1,200トン（最大）、重油：106トン イタリア海軍時：石炭：1,303トン（最大）、重油：130トン |
| 乗員                    | ドイツ海軍時：373名 イタリア海軍時：486名（1937年） |
| 兵装 （竣工時）         | 10.5cm（45口径）単装速射砲12基 50cm水中魚雷発射管単装2基 |
| 兵装 （改装後）         | 15.0cm（45口径）単装速射砲7基 8.8cm（45口径）単装高角砲2基 50cm魚雷発射管単装2基 機雷120個 |
| 兵装 （イタリア海軍時） | 15.0cm（45口径）単装速射砲7基 7.6cm（40口径）単装高角砲3基 ブレダ 2cm単装機銃10基 ブレダ 13.2mm（76口径）連装機銃3基 50cm連装魚雷発射管2基 機雷120個                                                                                |
| 装甲                    | 舷側：18～60ｍｍ 甲板：20～40mm（平坦部）、40～60mm（傾斜部） 主砲防楯：40mm 司令塔：100mm（側盾）、20mm（天蓋） |
| 航空兵装                | ドイツ海軍時：無し イタリア海軍時（1926年）：水上機1機（M7水上機→カント24水上機） |

シュトラースブルク (SMS Straßburg) は、1911年進水のドイツ帝国海軍の小型巡洋艦。マクデブルク級3番艦である。艦名は建造当時ドイツ領であった都市シュトラースブルク（現在のストラスブール）に因む。

## 艦歴
シュトラースブルクは帝国海軍ヴィルヘルムスハーフェン造船所で建造され、1912年10月1日に就役。第一次世界大戦では1914年8月28日に発生したヘルゴラント・バイト海戦に参加した。
大戦後は賠償艦として1920年7月にイタリア王国へ譲渡された。イタリア海軍ではイタリアの都市ターラントに因み、ターラントと改名された。
1921年から1924年にかけて88mm高角砲2基を国産のアンサルド 7.6cm（40口径）単装高角砲2基に換装した。次いで1926年に水上機1機を搭載した。
1936年から1937年にかけて植民地警備艦として改装が行われ、高速よりも燃費が重視されたために主ボイラー2基と艦橋の真後ろの煙突1本が撤去されて3本煙突となった。これにより出力は13,000馬力に低下して速力は21.0ノットとなった。代わりに燃料庫が拡げられて石炭1,303トン、重油130トンに増載できた。武装面においては魚雷発射管は50cm連装魚雷発射管2基と13.2mm（76口径）単装機銃2丁が追加された。
外観上の特徴として、1番煙突と2番煙突を一体にし、他の煙突を含め頂部がやや短くされ、キャップが設けられている。タラーントは1943年9月にラ・スペツィアで自沈した。ドイツ海軍により浮揚されるが、連合軍の爆撃を受けて撃沈。もう一度浮揚されるが1944年9月23日の空襲で沈没した。

## 参考図書
- 「Conway All The World's Fightingships 1906–1921」（Conway）
- 「Conway All The World's Fightingships 1922-1946」（Conway）
- 「Jane's Fighting Ships Of World War I」（Jane）
- 「世界の艦船増刊 2010年10月増刊　近代巡洋艦史」（海人社）
- 「世界の艦船増刊　イタリア巡洋艦史」（海人社）
- 「世界の艦船増刊第20集　第二次大戦のイタリア軍艦」（海人社）